# Marius Maximus
Lucius Marius Maximus Perpetuus Aurelianus (ca. 160 - ca. 230) was een Romeins staatsburger met veel pijlen in zijn koker, een militair die het bracht van officier tot gouverneur en uiteindelijk consul in het jaar 223. Daarnaast was hij ook biograaf, die het werk van Suetonius verder zette, en een van de bronnen van de Historia Augusta. Helaas zijn zijn werken verloren gegaan.

## Carrière
Vermoedelijk is hij geboren in de Romeinse provincie Africa. Zijn cursus honorum begon hij als tribunus laticlavius bij de Legio XXII Primigenia en daarna bij de Legio III Italica, zo kwam hij in het kamp van de toekomstige keizer Septimius Severus terecht. In 193 werd hij legatus legionis van de Legio I Italica in de strijd van Septimius Severus tegen Pescennius Niger. Zijn organisatorisch talent bevorderde hem tot dux. Na de Slag bij Lugdunum in 197 werd hij aangesteld als legatus Augusti pro praetore voor Gallia Belgica. In 200 was hij kortstondig consul suffectus, daarna gouverneur van Germania Inferior en van 205 tot 208 gouverneur van Coele-Syrië. Na een rustperiode werd hij proconsul van Africa (zijn geboorteland) en Asia (213-217). In 218 stelde keizer Macrinus hem aan als praefectus urbi voor de stad Rome en keizer Severus Alexander benoemde hem voor een tweede maal consul in het jaar 223.